# Joe Lane
James Charles Lane, plus connu sous le nom de Joe Lane (né le 11 juillet 1892 à Hereford dans le Herefordshire et mort en février 1959 à Abbots Langley dans le Hertfordshire), est un joueur de football anglais qui évoluait au poste d'attaquant.

## Palmarès
| Ferencváros - Championnat de Hongrie (2) : - Champion : 1908-09 et 1909-10. |  | Sunderland - Championnat d'Angleterre (1) : - Champion : 1912-13. - Coupe d'Angleterre : - Finaliste : 1912-13. |  | Blackpool - Championnat d'Angleterre D2 : - Meilleur buteur : 1914-15 (28 buts). |